# بی گان
بی گان (به چینی: 毕赣، زادهٔ ۴ ژوئن ۱۹۸۹) کارگردان، فیلمنامه‌نویس، عکاس و شاعرِ اهل چین است. نخستین فیلم سینماییِ بلند او، کایلی بلوز، برندهٔ جایزهٔ بهترین فیلم اول بلندِ شصت و هشتمین دورهٔ جشنوارهٔ لوکارنو شد.

## فیلم‌شناسی
| سال  | عنوان              |
| ---- | ------------------ |
| ۲۰۱۲ | شاعر و آوازه‌خان    |
| ۲۰۱۵ | کایلی بلوز         |
| ۲۰۱۶ | Secret Goldfish    |
| ۲۰۱۸ | سفر دراز روز در شب |